# Línea 14 (Dbus)
La línea 14 de Dbus conecta el centro de la ciudad con Bidebieta por Gros.

## Paradas

### Hacia Serapio Mujika 29
- Plaza Gipuzkoa 37
- Libertad 7 37
- Pinares Mirakruz 14 29 31 33 36 46
- Plaza Vasconia 13 27 29 31 33 36 37 46
- Jai-Alai 13 27 29 33 37 46
- Reloj 13 27 46
- Elosegi 22
- Intxaurrondo Zaharra 13 46
- Alto de Miracruz 13 27 46
- Elosegi 102
- Juan XXIII 2
- Bidebietako Anbulatorioa
- Julio Urkixo 38
- Serapio Mujika 29

### Hacia Plaza Gipuzkoa
- Serapio Mujika 29
- Juan XXIII 1 38
- Elosegi 283
- Alto de Miracruz Elosegi 271 13 24 31 46
- Ulia 13 31 46
- Elosegi 43
- Ategorrieta 65 33
- Ategorrieta 31 8 29 42
- Gran Vía 21 8 29 42
- Colón 17 8 17 24 33 40
- Libertad 6 8 9
- Plaza Gipuzkoa 37